# (306363) 2011 SJ220
(306363) 2011 SJ220 este un asteroid din centura principală, descoperit pe 2 decembrie 2004 de Spacewatch.